# Продразвёрстка
Продразвёрстка (сокращение от словосочетания продово́льственная развёрстка) — политика обеспечения заготовок продовольствия за счёт обложения крестьян налогом в виде зерновых («хлеб») и других продуктов, проводившаяся в период с 1916 по 1921 год. Начало продразвёрстки было положено Правительством Российской империи в ноябре (декабре) 1916 года и продолжено Временным (в виде «хлебной монополии»), а затем и правительством РСФСР.
C введением продразвёрстки в Российской империи сохранялась ранее действовавшая система государственных закупок на свободном рынке. В связи с низким поступлением хлеба по государственным заготовкам и продразвёрстке 25 марта (7 апреля) 1917 года Временное правительство ввело «хлебную монополию», предполагавшую передачу всего объёма произведённого хлеба государству за вычетом установленных норм потребления на личные и хозяйственные нужды.
«Хлебная монополия» была подтверждена Декретом Совета народных комиссаров РСФСР от 9 мая 1918 года. Повторно продразвёрстка введена советской властью в начале января 1919 года в условиях Гражданской войны и разрухи, а также действовавшей с 13 мая 1918 года «продовольственной диктатуры». Продразвёрстка стала частью политики «военного коммунизма» и производилась путём принудительного изъятия у крестьян хлеба и других продуктов по установленной («развёрстанной») норме продукта и государственным ценам.
Методы, применявшиеся советской властью при заготовках в период продовольственной диктатуры, вызывали рост крестьянского недовольства, переходившего в вооружённые выступления крестьян. 21 марта 1921 года продразвёрстка была заменена продналогом, что положило начало переходу к новой экономической политике.

## Предпосылки к введению
С начала Первой мировой войны объём продовольствия, необходимый для обеспечения снабжаемого государством населения, быстро рос, в то время как посевные площади, производство и запасы неумолимо снижались. Соответственно, в условиях свободного рынка росли и цены на продовольствие — по сравнению с 1913 годом цена в 1915 году выросла в 1,8-2 раза, а к 1916 году стоимость в нечернозёмной полосе возросла уже в 3 раза. В 1917 году цены выросли в 16-18 раз.
Если в начале войны нужно было кормить всё увеличивавшуюся в размерах армию — 6,5 млн человек (на конец 1914), 11,7 млн человек (1915), 14,4 (1916) и 15,1 миллиона в 1917, то с 1915 года государству пришлось взять на себя обеспечение и гражданского населения ряда городов и, частично, губерний.
Для удовлетворения нужд армии нужно было соответственно 231,5 млн пудов (1914/15 хозяйственный год — период июль—июнь следующего года), 343,2 (1915/16) и 680 (1916/17), на 1917/18 планировалось получить 720 млн пудов — или в 3,1 раз больше, чем в первый год войны.
В связи с сокращением производства трудности появились и со снабжением населения в потребляющих регионах и городах. Уже к 1 (14) октября 1915 три четверти городов испытали нужду в тех или иных продовольственных продуктах, а половина городов Империи нуждалась конкретно в хлебе.
Если с 1915 года вмешательство государства в дело продовольственного снабжения было эпизодическим, то уже с 1916 заготовки хлеба для населения включаются в государственное задание: на 1916/17 год они составляют 420 млн пудов, на 1917/18 — 400 млн пудов. В связи с усилением продовольственного кризиса правительство вынуждено предпринять реформу продовольственной организации.
17 (30) августа 1915 «для обсуждения и объединения продовольственных мероприятий по заготовке продовольствия и фуража для армии и флота, а также вообще по правительственному делу учреждается „Особое совещание по продовольствию“». Председатель Совещания получил широкие полномочия, включая установку способов заготовки продовольствия, право на реквизицию и запрета вывоза продуктов из данной местности. Положением от 27 ноября (10 декабря) 1915 Председателю было дано право устанавливать предельные цены на продукты.
Введение твёрдых закупочных цен было вызвано спекулятивным предложением на рынке при значительном росте объёмов плановых закупок. К 6 (19) апреля 1916 года была создана региональная сеть губернских, областных, городских и районных совещаний. Возглавлявшие их уполномоченные также имели право реквизиции и запрета вывоза продовольствия. С октября 1915 по февраль 1916 года было зарегистрировано около 60 случаев реквизиции, применённой в связи отказом сдачи продуктов по твёрдым ценам.
К ноябрю 1916 года сложилось чрезвычайно плохое течение заготовок и, соответственно, тяжёлое положение армии и населения. Нормировка цен и запреты вывоза до этого были лишь вспомогательными средствами для усиления заготовок. Ситуация требовала новых мер, которой стала принудительная развёрстка хлебов. Параллельно с попытками решить проблему заготовок принимаются аналогичные меры в отношении разработки механизма приемлемого урегулирования распределения продуктов.
По мере разрастания продовольственного кризиса с весны 1916 года в городах начинает вводиться карточная система. Уже на 13 (26) июля она действовала по крайней мере в 8 губерниях.

## Продразвёрстка до Февральской революции
29 ноября (12 декабря) 1916 года управляющий Министерства земледелия Александр Риттих подписал постановление «О развёрстке зерновых хлебов и фуража, приобретаемых для потребностей, связанных с обороной», которое было опубликовано 2 (15) декабря 1916 года. Сущность развёрстки состояла в том, что председатель Особого совещания распределяет между губерниями — в соответствии с размерами урожая, запасов и нормами потребления — подлежащее заготовке количество хлебов. Внутри губернии между уездами развёрстку в указанный председателем земского совещания срок проводит губернская земская управа, на уездном уровне эти задачи в отношении развёрстки возлагались на уездные земские управы, в волостях и сёлах, соответственно, волостными и сельскими сходами. Развёрстка хлебов касалась всех производителей. Торговые же запасы из развёрстки были исключены — их предполагалось закупать «нормальным порядком».
Первой развёрстке подлежало 772,1 миллиона пудов: 285 — ржи, 189 — пшеницы, 150 — овса, 120 — ячменя, 10,4 — проса и 17,7 — гречки. Согласно Постановлению от 17 (30) декабря 1916 года, это количество подлежало к сдаче до 17 (30) мая 1917 года. Сроки на доведение размеров развёрстки устанавливались крайне сжатые: до 8 (21) декабря — губернии, к 14 (27) декабря — уезды, 20 декабря (2 января) — волости и экономии, 24 — сёла и до 31 декабря (12 января) — дворы.
17 февраля (2 марта) 1917 года Риттих выступил в Государственной Думе с детальным обоснованием продразвёрстки как действенного средства решения продовольственных проблем. Он указал на то, что в результате политического торга твёрдые цены для закупки продуктов государством были назначены в сентябре 1916 несколько ниже рыночных цен, что сразу же значительно сократило подвоз хлеба в центры перевозки и помола. Он указал также на необходимость добровольности продразвёрстки:
Я должен сказать, что там, где были уже случаи отказа или где были недовёрстки, сейчас же меня с мест спрашивали, как следует дальше поступить: следует ли поступить, как того требует закон, который указывает на определённый выход тогда, когда сельские или волостные общества не постановляют того приговора, который требуется от них для выполнения той или другой повинности или раскладки, - следует ли так поступать, или же следует, быть может, прибегать к реквизиции, предусмотренной тоже постановлением Особого совещания, но я неизменно и всюду отвечал, что тут с этим надобно подождать, необходимо выждать: быть может настроение схода изменится; надо вновь его собрать, указать ему ту цель, ради которой эта развёрстка предназначена, что это именно нужно стране и родине для обороны, и в зависимости от настроения схода я думал, что эти постановления изменятся. В этом направлении, добровольном, я признавал необходимым исчерпывать все средства.
Сжатые сроки привели в результате к ошибкам, выразившимся, в частности, в развёрстке большего количества продовольствия, чем имелось в наличии по ряду губерний. Другие же попросту саботировали их, значительно увеличив нормы потребления и не оставив видимых излишков. Желание не ущемить существующую параллельно свободную закупку в итоге привело к фактическому краху этой затеи, требовавшей готовности к самопожертвованию масс производителей — чего не было — или же широкого применения реквизиций — к чему, в свою очередь, не была готова система.

## Продразвёрстка после Февральской революции
После февральской революции 27 февраля (12 марта) 1917 года была организована Продовольственная комиссия Временного Правительства. В первые два месяца деятельности Временного правительства продовольственной политикой руководил земский врач кадет А. И. Шингарёв. Провал заготовок вёл к катастрофе. В начале марта 1917 в Петрограде и Москве оставалось запасов хлеба на несколько дней и были участки фронта с сотнями тысяч солдат, где запасы хлеба были лишь на полдня. Обстоятельства вынуждали действовать. 2 марта Продовольственная комиссия Временного Правительства принимает решение: «не останавливая обычных закупок и получения хлеба по развёрстке, немедленно приступить к реквизиции хлеба у крупных земельных собственников и арендаторов всех сословий, имеющих запашку не менее 50 десятин, а также у торговых предприятий и банков».
25 марта (7 апреля) 1917 года издаётся Закон о передаче хлеба в распоряжение государства (монополии на хлеб). Согласно ему, «всё количество хлеба, продовольственного и кормового урожая прошлых лет, 1916 и будущего урожая 1917, за вычетом запаса, необходимого для продовольствия и хозяйственных нужд владельца, поступает со времени взятия хлеба на учёт в распоряжение государства по твёрдым ценам и может быть отчуждено лишь при посредстве государственных продовольственных органов».
То есть государственная монополия на весь хлеб, кроме собственного потребления и хозяйственных нужд, и государственная монополия на хлебную торговлю. Нормы собственного потребления и хозяйственных нужд устанавливались тем же законом, исходя из того, что:

а) количество зерна для посева оставляется, исходя из посевной площади хозяйства и средней густоты высева по данными Центрального статистического комитета с возможной корректировкой по земской статистике. При использовании сеялки размер понижается на 20-40 % (в зависимости от типа сеялки);

б) для продовольственных нужд — на иждивенцев по 1,25 пуда в месяц, для взрослых рабочих — 1,5 пуда. Кроме того, крупы — по 10 золотников на душу в день;

в) для скота — для рабочих лошадей — 8 фунтов овса или ячменя или 10 фунтов кукурузы на каждый день. Для рогатого скота и свиней — не более 4 фунтов в день на голову. Для молодняка норма понижалась вдвое. Нормы прокорма могли уменьшаться на местах;

г) дополнительно 10 % по каждому пункту (а, б, в) «на всякий случай».
29 апреля упорядочивается и нормы снабжения по карточной системе остального населения, прежде всего, городского. Предельной нормой в городах и посёлках городского типа устанавливается 30 фунтов муки и 3 фунта крупы в месяц. Для лиц, занятых тяжёлым трудом, устанавливалась надбавка в 50 %. В тот же день утверждается «институт эмиссаров с большими полномочиями» для проведения продовольственной политики на местах и установления более тесных связей с центром.
Закон от 25 марта и вышедшая 3 мая инструкция ужесточали ответственность за скрываемые хлебные запасы, подлежащие сдаче государству или отказ от сдачи видимых запасов. При обнаружении скрываемых запасов они подлежали отчуждению по половинной твёрдой цене, в случае отказа от добровольной сдачи видимых запасов они отчуждаются принудительно.
«Это неизбежная, горькая, печальная мера, — говорил Шингарёв, — взять в руки государства распределение хлебных запасов. Без этой меры обойтись нельзя». Конфисковав кабинетские и удельные земли, он отложил вопрос о судьбе помещичьих имений до Учредительного Собрания.
28 марта Временное правительство признало своей обязанностью приступить к установке твёрдых цен на предметы первой необходимости и к доставке их населению. Постановлением от 7 июля «О приступлении к организации снабжения населения тканями, обувью, керосином, мылом и другими продуктами и изделиями первой необходимости», поручавшее министру продовольствия заготовку и распределение указанных продуктов. 26 июня понижаются нормы снабжения в городах и посёлках городского типа — до 25 фунтов муки и 3 фунтов крупы, для лиц занятых на тяжёлых работах, не выше чем 37 фунтов; для сельской местности они остаются прежними.
В мае 1917 года Временное правительство организовало Министерство продовольствия, которое возглавил публицист А. В. Пешехонов, руководивший им с 5 мая до 25 сентября 1917. Он стремился осуществить хлебную монополию. Но попытки учёта излишков не имели видимых результатов в связи с отказом (иногда и с применением силы) населения от такого учёта.
Рост цен на рынке в 16-18 раз по сравнению с 1913 годом или в 5-6 раз по сравнению с предыдущим 1916 годом делал какие-либо добровольные действия производителей в отношении правительственной программы лишёнными всякой перспективы.
Планы снабжения срывались, ситуация с продовольствием становилась всё тяжелее, а ответные меры правительства — всё более суровыми.
Приказом министра продовольствия 25 июля 1917 года была запрещена частная доставка хлебных грузов — что на местах легко обходилось.
20 августа выходит циркуляр, предписывавший принять все исключительные меры — «вплоть до вооружённого изъятия хлеба у крупных владельцев и всех производителей из ближайших к железнодорожным станциям селений». 6 сентября понижают предельную норму потребления в сельских местностях до 40 фунтов зерна и 30 фунтов муки (для взрослых рабочих в Сибири и Степном крае эта норма увеличивается до 60 и 50 фунтов соответственно).
С приходом С. Н. Прокоповича, бывшего министром продовольствия в течение месяца до Октябрьской революции, линия вновь ужесточается. Но Прокопович так же не выполнил свою продовольственную программу, основывавшуюся на активном вмешательстве государства в экономику: установлении твёрдых цен, распределении продуктов, регулировании производства. Он требовал введения трудовой повинности, создания центра управления народным хозяйством, единого плана снабжения всех его отраслей.
К осени Министерство продовольствия, в связи с очевидным провалом дела заготовки, основанном на предыдущей практике, частью осуществило, частью запланировало ряд других организационных мероприятий по заготовке продовольствия. Ими был введён институт особоуполномоченных с широкими полномочиями. Намечалось разделение заготовительной и распределительной функции губернских продовольственных органов, совместно с передачей больших полномочий органам местного самоуправления. Но эти начинания уже не были внедрены на местах Министерством продовольствия Временного правительства.
Полной хлебной монополии внедрено не было — была лишь тенденция к ней, выразившаяся в довольно неудачной форме государственной монополии на хлебную торговлю.
Проведение каких-либо мероприятий тормозилось моментально возникшей бюрократической структурой, параллельно существовавшим свободным рынком и активном противодействии объектов применения закона (производителей и владельцев зерна). Каких-либо инструментов для проведения в жизнь решений у Министерства продовольствия Временного правительства не было, весной-летом 1917 реквизиции были эпизодическими, а меры непрямого регулирования и воздействия фактически не действовали. Это напрямую отразилось на результатах заготовок: до Октябрьской революции 1917 Временным правительством было собрано 280 млн пудов из 650 запланированных
.
Таким образом, агитация, освещая населению положение продовольственного дела, естественно призвана была в этот период будить в массовой психологии совокупность очень высоких мотивов, как охрана завоеваний революции, спасение свободы и родины, помощь армии, и играть на этих мотивах. Нет сомнений, что некоторую вспомогательную роль при умелом ее направлении она могла бы сыграть. Но когда речь идет о хозяйственных интересах, об экономической политике, роль мотивов морально-политического характера остается очень ограниченной, и тем ограниченнее, чем ниже духовный уровень масс.

## Продовольственная политика при советской власти
После Октябрьской революции, когда большинство центральных ведомств прекратило работу, Министерство продовольствия продолжало вести её, признавая продовольственное дело вне политики, того же мнения придерживались и её органы на местах. На первых порах представители советской власти вели себя в отношении к существующим органам более или менее пассивно.  26 октября (8 ноября) 1917 Декретом на основе Министерства продовольствия был создан Народный комиссариат продовольствия, в обязанности которого вменялась заготовка и распределение продуктов и предметов первой необходимости в общегосударственном масштабе. Главой его становился, по Постановлению II Съезда рабочих и солдатских депутатов от того же числа — до заседания учредительного собрания, — дворянин, профессиональный революционер Иван-Бронислав Адольфович Теодорович, бывший заместителем председателя Петроградской городской думы. Но к середине декабря, когда он окончательно оставил пост наркома, результаты его деятельности в наркомате равнялись нулю и фактически функционировала прежняя структура Министерства. Заместителем наркома Совнарком назначил профессионального революционера, не имевшего высшего образования, — А. Г. Шлихтера, сторонника жёстких административных методов работы. Он очень быстро сумел восстановить против себя как новых, так и старых продовольственников.
Во время заседания Всероссийского продовольственного съезда (конец ноября 1917 года) Министерство продовольствия было занято представителями Советской власти, что вызвало прекращение работ его служащими. После этого начался длительный процесс формирования новой структуры центральной продовольственной власти. Образовывались и отмирали различные комбинации — вплоть до диктатуры (Троцкий). Это происходило до февраля 1918 года, когда высшая продовольственная власть стала постепенно сосредотачиваться в руках комиссара по продовольствию.
28 ноября 1917 года «товарищем наркома продовольствия» был назначен Цюрупа, а 25 февраля 1918 года Совнарком утвердил его наркомом продовольствия.
Но к весне 1918 года обнаружилось, что длительный кризис центральной продовольственной власти привёл к дезорганизации продовольственных органов и их деятельности на местах. Это выразилось в игнорировании распоряжений центра и фактического введения в каждой отдельно взятой губернии и уезде собственных «норм» и «порядков». Положение усугубляло стремительно обесценивающиеся деньги и отсутствие потребительских товаров для их обеспечения.
В марте 1918 года в докладе Совнаркому Цюрупа писал:
Дело снабжения хлебом переживает тяжёлый кризис. Крестьяне, не получая мануфактуры, плугов, гвоздей, чая и проч. предметов первой необходимости, разочаровываются в покупной силе денег и перестают продавать свои запасы, предпочитая хранить вместо денег хлеб. Кризис усугубляется недостатком денежных знаков для расплаты в тех местах, где ссыпка ещё производится. Анализ существующего положения приводит к выводу, что только снабжение деревни тем, чего она требует, т. е. предметами первой необходимости, может вызвать на свет спрятанный хлеб. Все другие меры лишь паллиативы… Товарообмен уже и теперь повсеместно происходит в связи с мешочничеством (рабочие фабрик обменивают свой продукт на продовольствие для себя). Прекратить этот стихийный процесс можно лишь одним способом — организуя его в масштабе государственном…
Цюрупа предлагал запасы промтоваров, сельскохозяйственных машин и предметов первой необходимости на сумму 1,162 млн рублей направить в хлебородные регионы. 25 марта 1918 года СНК утвердил доклад Цюрупы и предоставил ему требуемые ресурсы. К весне 1918 производящие регионы были или отрезаны, или находились под контролем враждебных Советской России сил. В подконтрольных регионах владельцы хлеба не признавали решений съездов и исполкомов Советов об ограничении свободной продажи и мерах контроля, отвечая на попытки учёта и реквизиции излишков прекращением подвоза хлеба в города и на сельские базары. Хлеб стал сильнейшим средством давления на органы власти.
К весеннему севу государству удалось получить лишь 18 % необходимых семян. Их пришлось брать с боем. Так, в Воронежской губернии, где имелось 7 млн пудов хлебных излишков, из них 3 млн обмолоченных, крестьяне скармливали хлеб скоту, изводили на самогон, но не давали заготовителям. Курская губерния из 16,7 млн пудов излишков за четыре месяца 1918 года поставила по нарядам центра только 116 вагонов (116 тысяч пудов), в то время как частные хлеботорговцы вывезли из губернии 14 млн пудов зерна. А в это время в потребляющих губерниях на почве голода вспыхивали эпидемии и росла социальная напряжённость. В городе Белом (Смоленская губерния) голодной толпой был расстрелян уездный Совет. В голодающей Калужской губернии крестьяне получали не более 2-3 фунтов хлеба в месяц. Во многих местах к весне были съедены семена и поля остались незасеянными. Петроградская губерния за четыре месяца получила лишь 245 вагонов хлеба. В Псковской губернии к весне 50 % детей опухли от голода.
Продовольственное положение внутри страны становилось критическим. Экстремальные условия, сложившиеся в стране в конце весны 1918 г., заставили большевиков прибегнуть к чрезвычайным мерам получения хлеба. Основой вопроса дальнейшего существования советской власти становится продовольствие.
9 мая выходит Декрет, подтверждающий государственную монополию хлебной торговли (введённую Временным правительством) и запрещающий частную торговлю хлебом. С мая 1918 г. началась политика  «Продовольственной диктатуры» — введение чрезвычайных мер по обеспечению продовольствием населения и Красной Армии, по факту — насильственный отъем урожая у крестьян и запрет свободной торговли зерном.
13 мая 1918 года декретом ВЦИК и СНК «О предоставлении народному комиссару продовольствия чрезвычайных полномочий по борьбе с деревенской буржуазией, укрывающей хлебные запасы и спекулирующей ими», были установлены основные положения продовольственной диктатуры. Цель продовольственной диктатуры заключалась в централизованной заготовке и распределении продовольствия, подавлении сопротивления кулаков и борьбе с мешочничеством. Наркомпрод получил неограниченные полномочия при заготовке продуктов питания.
Для выработки планов распределения продуктов первой необходимости, заготовки сельскохозяйственных продуктов и товарообмена и для согласования организаций ведающих снабжением при Комиссариате продовольствия учреждается особый совещательный орган — Совет снабжения. В его состав входят представители Высшего Совета народного хозяйства, ведомств потребительских обществ (Центросоюз). Наркомпроду предоставляется право на установление цен на предметы первой необходимости (по соглашению с ВСНХ). Декрет от 27 мая, появившийся в развитие декрета от 9 мая, наметил некоторую реорганизацию местных продовольственных органов. Декрет, сохраняя уездные, губернские, областные, городские и волостные, сельские и заводские продовольственные комитеты, вменяет им неуклонное осуществление хлебной монополии, исполнение нарядов комиссариата и распределение предметов первой необходимости.
Советская власть в значительной степени осуществила намечавшиеся министерством Временного правительства реформы. Она усилила в продовольственной организации единоличную власть комиссаров и отстранила от заготовок волостные органы. Она ввела в состав членов продовольственных отрядов производящих районов представителей потребляющих областей и центра. Принятые декреты не содержали указаний в отношении прав и полномочий местных органов — что в новых условиях фактически означало развязывание рук местным представителям и произвол снизу.
Этот произвол фактически переходит в настоящую вооружённую борьбу за хлеб, идеологически мотивированную как одна из форм классовой борьбы рабочих и бедноты за хлеб. Слабое поступление хлеба представляется как определённая политика «деревенских кулаков и богатеев». Ответом на «насилие владельцев хлеба над голодающей беднотой должно быть насилие над буржуазией». Декрет от 9 мая объявлял всех имевших излишек хлеба и не заявивших о нём в недельный срок «врагами народа», которые подлежали революционному суду и тюремному заключению на срок не менее 10 лет, бесплатной реквизиции хлеба, конфискацией имущества. Для тех, кто доносил на таких «врагов народа», полагалась половина стоимости не заявленного к сдаче хлеба. Логическим следствием декрета от 9 мая стало появление Декрета от 11 июля «Об организации деревенской бедноты» — согласно ему «повсеместно учреждаются волостные и сельские комитеты деревенской бедноты», в одну из двух задач которых входит «оказание содействия местным продовольственным органам в изъятии хлебных излишков из рук кулаков и богатеев». В качестве поощрения работы комбедов из излишков изъятых до 15 июля выдача хлеба бедноте производится бесплатно, между 15 июля и 15 августа — за половинную цену, а во второй половине августа — со скидкой 20 % с твёрдой цены.
Для успеха борьбы за хлеб согласно декрету от 27 мая организуются продовольственные отряды рабочих организаций. 6 августа выходит декрет об организации специальных уборочных и уборочно-реквизиционных отрядов. Каждый такой отряд должен состоять из не менее чем 75 человек и иметь 2-3 пулемёта. При помощи их Советское правительство планировало обеспечить уборку урожая озимых засеянных кулаками и помещиками осенью 1917 г. Результативность данных мер была весьма невысока.
В связи с введением продовольственной диктатуры в мае-июне 1918 года была создана Продовольственно-реквизиционная армия Наркомпрода РСФСР (Продармия), состоящая из вооружённых продотрядов. Для руководства Продармией 20 мая 1918 года при Наркомпроде было создано Управление главного комиссара и военного руководителя всех продотрядов.
Несмотря на это, поступления зерна были весьма невысоки и давались большой кровью. За полтора труднейших месяца до нового урожая 1918 года рабочие добыли немногим более 2 млн пудов хлеба, оплатив его жизнями более 4100 коммунистов, рабочих и бедняков.
На вооружённое насилие деревня, наводнённая вернувшимися с фронта солдатами, ответила вооружённым сопротивлением и целым рядом восстаний.
Значительное внимание уделялось и агитации — форма воздействия на производителей, также начатая во время Временного правительства. И в центре, и на местах при продорганах в губерниях создана сеть курсов агитаторов-продовольственников. Регулярно издаются «Известия Наркомпрода», «Бюллетень Наркомпрода», «Справочник продработника», «Памятная книжка продовольственника» и ряд других агитационно-справочных изданий.
Несмотря на это, заготовки в мае 1918 упали в 10 раз по сравнению с апрелем того же года. В июне падение продолжилось — по сравнению с маем — по хлебу — в 5 раз по крупе — практически в 10 — составив всего 91 тысячу пудов (из них 67 — зернофураж) — в тот же период год назад было заготовлено 77 тысяч пудов.
Гражданская война вынуждала к чрезвычайным мерам. Цюрупа разъяснял:
Сейчас, когда у нас нет… товаров, когда наши запасы не пополняются и живём полученным нами наследством, мы не можем провести товарообмена в широком масштабе. Сейчас, когда гражданская война отняла у нас громадные хлебные территории, топливные и др., формы будущего нам недоступны. Мы должны, прибегая к суррогатам, по одёжке и протягивать ножки... В условиях пожара нельзя допустить экспериментов. Мы должны получить хлеб.
 (недоступная ссылка)
1 июля Наркомпрод декретом предписывает продовольственным органам на местах произвести учёт хлеба и назначить сроки излишков согласно нормам оставления хлеба у владельцев (от 25 марта 1917), но не более, чем до 1 августа 1918 года.
27 июля 1918 года Наркомпрод принял специальное постановление о введении повсеместного классового продовольственного пайка с разделением на четыре категории, предусмотрев меры по учёту запасов и распределению продовольствия.
Постановлением от 21 августа был определён размер излишков для нового урожая 1918 года, исходя из тех же норм марта 1917 для семенного зерна, для продовольствия нормы снижались до 12 фунтов зерна или муки и 3 фунтов крупы. Сверх норм на каждое хозяйство до 5 едоков — 5 пудов, свыше 5 едоков +1 пуд на каждого. Снижались также нормы на скот. Как и раньше, эти нормы могли быть снижены по решению местных организаций.
Продовольственным органам, Наркомпроду и лично Цюрупе были предоставлены чрезвычайные полномочия по снабжению страны хлебом, другими продуктами. Опираясь на кадровое ядро Наркомата и старых, опытных продовольственников, Цюрупа проводит в жизнь разработанную царским министром Риттихом продразвёрстку и проведённый кадетом Шингарёвым закон о хлебной монополии.
Рекомендованные Лениным жёсткие меры сбора хлеба в 1918 г. не получили распространения. Наркомпрод искал более гибкие методы его изъятия, которые бы меньше озлобляли крестьян и могли дать максимальный результат. В качестве эксперимента в ряде губерний стала применяться система соглашений, договоров продовольственных органов с крестьянами через Советы и комбеды о добровольной сдаче ими хлеба с оплатой части его товарами. Впервые эксперимент был опробован летом в Вятской губернии А. Г. Шлихтером. В сентябре он применил его в Ефремовском уезде Тульской губернии, добившись значительного в тех условиях результата. Ранее, в Ефремовском уезде, продовольственные работники не могли накормить своих рабочих и бедноту даже при помощи чрезвычайных комиссаров и военной силы.
Вы, конечно, знаете, товарищ, что мы придаём громадное значение выдержанной пролетарской линии в продовольственном вопросе. Но бывают условия, когда военные обстоятельства заставляют действовать по-военному. Хлеб надо достать во что бы то ни стало, купить даже по высшим ценам — сохраняя, конечно, военную тайну про это — чтобы помочь голодным.В. И. Ленин
Летом 1918 года в произошло крестьянское восстание в Пензенской губернии.
Опыт работы Шлихтера показал, что с крестьянами можно достичь соглашения при условии внимательного отношения к их нуждам, понимания их психологии, уважения к их труду. Доверие к крестьянам, совместное обсуждение с ними трудного вопроса определения излишков, твёрдое проведение своей линии без угроз и произвола, выполнение данных обещаний, посильная помощь им — всё это встречало понимание у крестьян, приближало их к участию в решении общенародного дела. Разъяснение, помощь, деловой контроль наиболее ценились крестьянами.
Договорно-развёрсточный метод давал гарантированный сбор хлеба. Он частично практиковался и в других губерниях — Калужской, Псковской, Симбирской. Однако в Казанской губернии применение договоров с крестьянами дало лишь 18 % сбора излишков. Здесь в организации развёрстки было допущено серьёзное нарушение классового принципа — обложение велось уравнительно.
Низкие поступления хлеба даже с началом уборки урожая привели к голоду в промышленных центрах.

Для ослабления голода среди рабочих Москвы и Петрограда правительство пошло на временное нарушение хлебной монополии, разрешив им по удостоверениям предприятий закупку по вольным ценам и провоз полутора пудов хлеба частным путём в течение пяти недель — с 24 августа по 1 октября 1918 года. Разрешением на провоз полутора пудов воспользовалось 70 % населения Петрограда, закупив или обменяв на вещи 1 043 500 пудов хлеба
Всего за 1918 год было заготовлено 73 628 тысяч пудов: хлеба — 43 995, крупы — 4347, зернофуража — 25 286. Из них 10 533 тысячи пудов было заготовлено до мая 1918 — в том числе 7205 тысяч пудов хлеба и 132 тысячи пудов крупы. Тем не менее выполняемость заготовительных планов была крайне низкой (Временное правительство планировало на 1918 год заготовку 440 млн пудов), а способы «безлимитных» хлебозаготовок на местах, в множестве случаев выглядевшие как грабёж и бандитизм, вызывали активное противодействие крестьянства, перераставшее в ряде мест в вооружённые восстания, носившие антибольшевистский подтекст.

## Хлебозаготовительная политика и практика других режимов в годы гражданской войны
К осени 1918 года территория бывшей Российской Империи, находившаяся под контролем большевистских Советов, насчитывала не более 1/4 её первоначального размера. До завершения широкомасштабных операций Гражданской войны различные территории бывшей Российской Империи переходили из рук в руки и контролировались силами различной направленности — от монархистов до анархистов. Эти режимы, в случае более-менее длительного контроля над территорией также формировали собственную продовольственную политику.

### Украина
15 июля 1918 года правительством Гетмана Скоропадского был принят закон «Про передачу хлеба урожая 1918 года в распоряжение державы», который вводил на подконтрольной территории режим хлебной монополии. Для выполнения обязательств перед австро-венгерскими войсками, предстояло собрать 60 миллионов пудов хлеба. Закон предполагал те же механизмы его выполнения, что и Закон Временного правительства — обязательную сдачу всей сельхозпродукции, за исключением установленных правительством норм. За отказ от сдачи так же предполагалась реквизиция. Эти нормы, а также практика их исполнения на местах вызывали активное сопротивление крестьян. Кроме того, в регионах действовали нанятые прежними землевладельцами отряды, занимавшиеся «изъятием компенсации» за разобранные при большевиках крестьянами земли и прочее имущество.
В начале 1919 года правительством Петлюры были предприняты аналогичные попытки по монополизации рынка хлеба и других продовольственных продуктов и их распределению. Эти попытки не имели значительных масштабов, потому что территория, контролировавшаяся правительством Петлюры, была невелика.
Другие вооружённые формирования, управлявшие различными районами страны, в большинстве случаев ограничивались «обычными изъятиями продовольствия» — по сути, вооружёнными грабежами.

## Продразвёрстка при Советской власти
Вновь продразвёрстка была введена большевиками в период Гражданской войны 11 января 1919 гг. (Декрет о введении продразвёрстки на хлеб) и стала частью советской политики «военного коммунизма».
Декретом СНК от 11 января 1919 было объявлено введение продразвёрстки на всей территории Советской России, реально же продразвёрстка осуществлялась поначалу только в центральных губерниях, контролировавшихся большевиками: в Тульской, Вятской, Калужской, Витебской и др. Лишь по мере распространения контроля большевиков над остальными территориями позднее продразвёрстка была осуществлена на Украине (начало апреля 1919), в Белоруссии (1919), Туркестане и Сибири (1920). В соответствии с постановлением Наркомпрода от 13 января 1919 о порядке развёрстки государственные плановые задания исчислялись на основе погубернских данных о размере посевных площадей, урожайности, запасов прошлых лет.
В губерниях производилась развёрстка по уездам, волостям, селениям, а затем — между отдельными крестьянскими хозяйствами. Лишь в 1919 году стали заметны улучшения в эффективности работы государственного продовольственного аппарата. Сбор продуктов осуществляли органы Наркомпрода, продотряды при активной помощи комбедов (до момента прекращения их существования в начале 1919) и местных Советов.
Вначале продразвёрстка распространялась на хлеб и зернофураж. В заготовительную кампанию (1919—20) она охватила также картофель, мясо, а к концу 1920 — почти все сельхозпродукты.
Продовольствие изымалось у крестьян фактически бесплатно, так как денежные знаки, которые предлагались в качестве оплаты, были практически полностью обесценены, а промышленные товары взамен изымаемого зерна государство предложить не могло в связи с падением промышленного производства в период войны и интервенции.
Недовольство и сопротивление крестьян при изъятии продуктов подавлялись вооружёнными отрядами комитетов бедноты, а также частями особого назначения Красной армии (ЧОН) и отрядами Продармии.
После подавления активного сопротивления крестьян продразвёрстке советским властям пришлось столкнуться с пассивным сопротивлением: крестьяне утаивали хлеб, отказывались принимать утратившие покупательную способность деньги, сокращали посевные площади и производство, чтобы не создавать бесполезные для себя излишки, и производили продукцию только в соответствии с потребительской нормой на свою семью.
В результате продразвёрстки в заготовительную кампанию 1916—1917 было собрано 832 309 тонн хлеба, до Октябрьской Революции 1917 Временным Правительством было собрано 280 млн пудов (из 720 запланированных) за первые 9 месяцев советской власти — 5 млн центнеров; за 1 год продразвёрстки (1.08.1918—1.08.1919) — 18 млн центнеров; 2-й год (1.08.1919—1.08.1920) — 35 млн центнеров; 3-й год (1.08.1920—1.08.1921) — 46,7 млн центнеров.
Погодовые данные о хлебозаготовках за этот период: 1918/1919 — 1 767 780 тонн; 1919/1920 — 3 480 200 тонн; 1920/1921 — 6 011 730 тонн. 
Несмотря на то, что продразвёрстка позволила большевикам решить жизненно важную проблему снабжения продовольствием Красной Армии и городского пролетариата, в связи с запретом свободной продажи хлеба и зерна значительно сократились товарно-денежные отношения, что стало тормозить послевоенное восстановление экономики, а в сельском хозяйстве стали снижаться посевные площади, урожайность и валовые сборы. Это объяснялось незаинтересованностью крестьян производить продукцию, которая у них практически отбиралась. К тому же продразвёрстка в РСФСР вызывала сильное недовольство крестьянства и их вооружённые мятежи. Неурожай 1920 в Поволжье и центральных областях РСФСР на фоне отсутствия резервов как у крестьян, так и у правительства, привёл к новому продовольственному кризису в начале 1921 года.
В связи с переходом от военного коммунизма к НЭПу 21 марта 1921 года продразвёрстка была заменена продналогом, просуществовав тем самым в самые кризисные годы периода Гражданской войны.
В.И Ленин так объяснял существование продразвёрстки и причины отказа от неё:
Продналог есть одна из форм перехода от своеобразного "военного коммунизма", вынужденного крайней нуждой, разорением и войной, к правильному социалистическому продуктообмену. А этот последний, в свою очередь, есть одна из форм перехода от социализма с особенностями, вызванными преобладанием мелкого крестьянства в населении, к коммунизму. 
Своеобразный "военный коммунизм" состоял в том, что мы фактически брали от крестьян все излишки и даже иногда не излишки, а часть необходимого для крестьянина продовольствия, брали для покрытия расходов на армию и на содержание рабочих. Брали большей частью в долг, за бумажные деньги. Иначе победить помещиков и капиталистов в разорённой мелко-крестьянской стране мы не могли…

Но не менее необходимо знать настоящую меру этой заслуги. "Военный коммунизм" был вынужден войной и разорением. Он не был и не мог быть отвечающей хозяйственным задачам пролетариата политикой. Он был временной мерой. Правильной политикой пролетариата, осуществляющего свою диктатуру в мелко-крестьянской стране, является обмен хлеба на продукты промышленности, необходимые крестьянину. Только такая продовольственная политика отвечает задачам пролетариата, только она способна укрепить основы социализма и привести к его полной победе.

Продналог есть переход к ней. Мы всё ещё так разорены, так придавлены гнётом войны (бывшей вчера и могущей вспыхнуть благодаря алчности и злобе капиталистов завтра), что не можем дать крестьянину за весь нужный нам хлеб продукты промышленности. Зная это, мы вводим продналог, т.е. минимально необходимое (для армии и для рабочих).

## Оценка продразвёрстки и её отображение в различных источниках
Действия продотрядов в условиях продовольственной диктатуры практически сразу же подвергаются критике как в оппозиционной большевикам среде — так и, в определённой мере, в их собственной среде. Если в литературе 1920-40-х годов ещё можно встретить упоминание о том, что продразвёрстка и её дальнейшее развитие, хлебная монополия, есть продукт царского и Временного правительств — то в широкодоступных публикациях начиная с середины 1950-х годов этот факт не упоминается.
Вновь о продразвёрстке «вспоминают» в середине Перестройки — научная и, в значительно большей степени, популярная пресса приводит множество фактов преступлений со стороны продотрядов. В 1990-х годах, при поддержке научных центров западной советологии, выходит ряд работ, посвящённых этому периоду истории России. В них высказывается мнение о существовании конфликта государства (большевистского) и всего крестьянства — в отличие от предлагаемой ранее советской версии о «борьбе бедняков и маломощных середняков с засильем кулацкой эксплуатации и саботажа при активной помощи городского пролетариата».
Так, итальянский историк Андреа Грациози (известный также в научных кругах своим признанием голода на Украине в 1932—1933 годах геноцидом) в своей работе «Великая крестьянская война в СССР. Большевики и крестьяне. 1917—1933» указывает на то, что «новый конфликт государства и крестьян вспыхнул собственно в России весной 1918 г., с началом массовой кампании продразвёрсток, сопровождавшихся зверствами, ставшими вскоре обычной процедурой… Впрочем, зерно не было единственной целью войны: в самой ей основе лежала вышеупомянутая попытка большевиков вновь навязать присутствие государства только что освободившемуся от него крестьянству».